# 国道484号

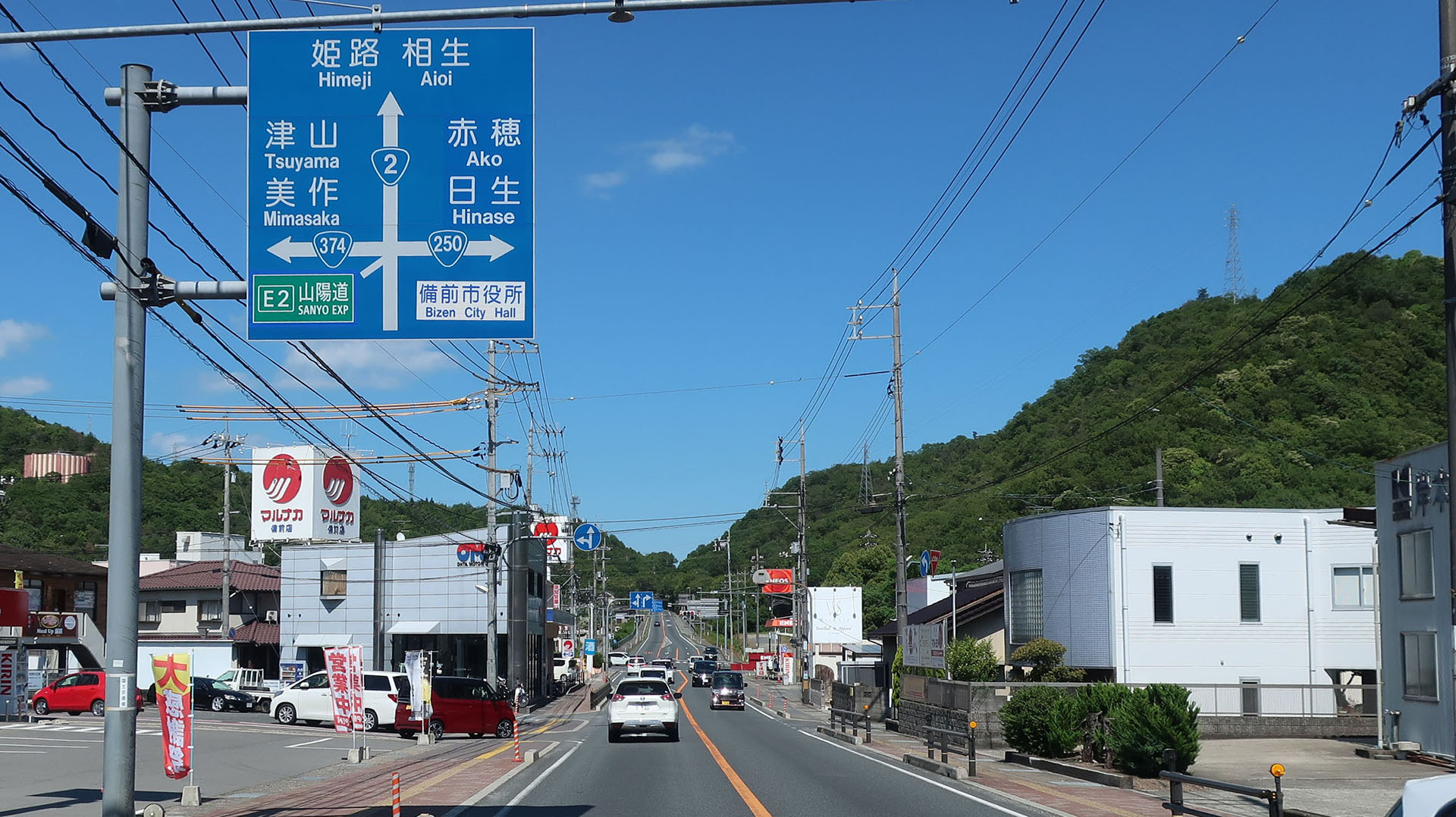
国道484号 起点
（国道2号、国道250号交点）
岡山県備前市　伊部東交差点

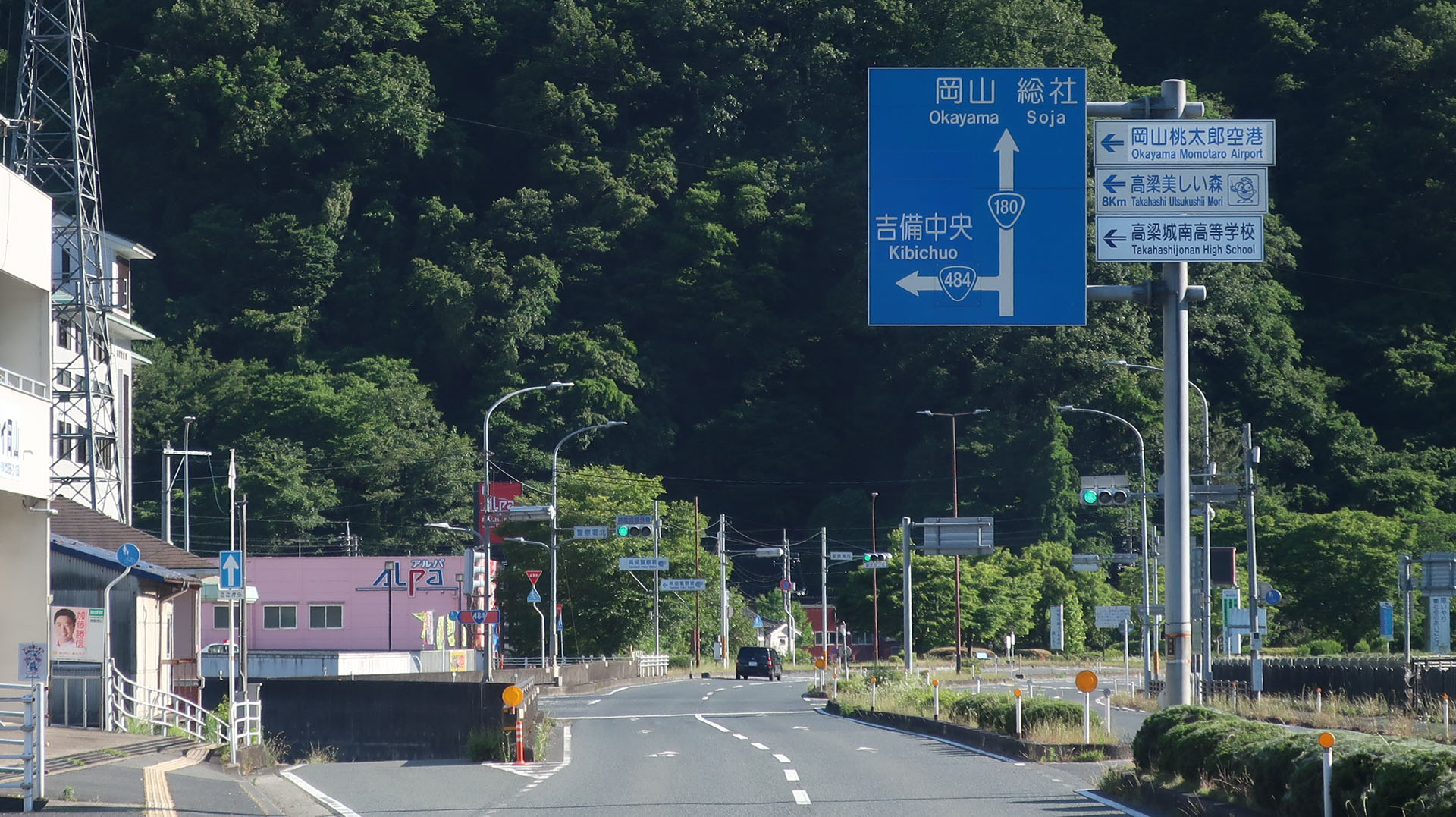
国道484号 終点
岡山県高梁市 警察署北交差点

国道484号（こくどう484ごう）は、岡山県備前市から高梁市に至る一般国道である。

## 概要

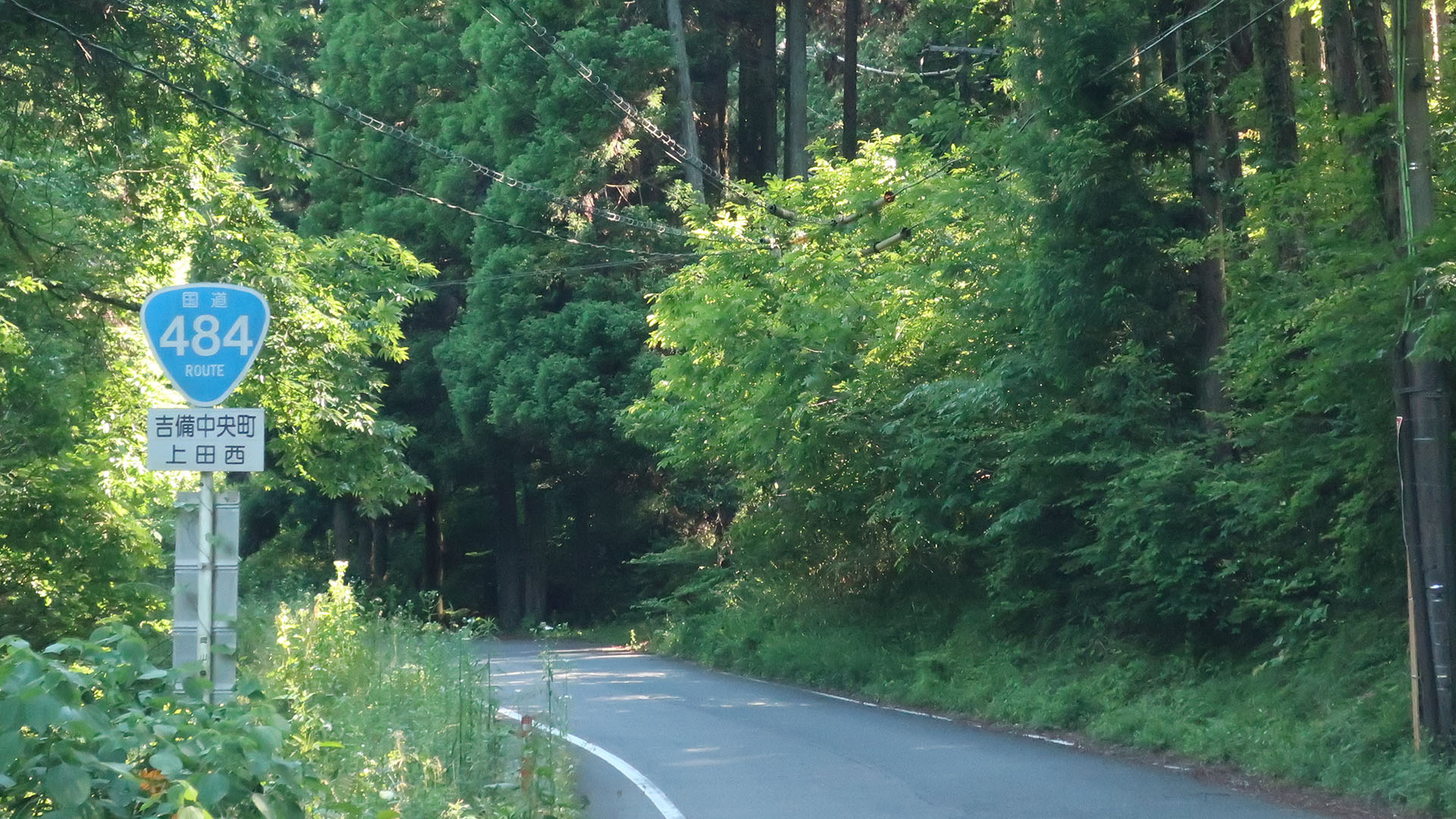
岡山県加賀郡吉備中央町上田東
（2020年6月撮影）

岡山県の瀬戸内海に面する備前市を走る国道2号分岐（伊部東交差点）から北上し、同県中央の内陸部を東西に横断して、県西部の城下町として栄えた高梁市の国道180号（警察署北交差点）とを結ぶ延長約92 kmの一般国道の路線で、主な通過地は、和気郡和気町、赤磐市福田、岡山市北区建部町、加賀郡吉備中央町である。起点・備前市 - 赤磐市の南北区間は、国道374号との重用区間でもある。県内を南北に走る岡山自動車道のアクセス道路でもあり、賀陽ICと相互接続する。

### 路線データ
一般国道の路線を指定する政令に基づく起終点および重要な経過地は次のとおり。
- 起点：備前市（伊部東交差点 = 国道2号、国道250号交点、国道374号起点）
- 終点：高梁市（警察署北交差点 = 国道180号交点）
- 重要な経過地：岡山県赤磐郡吉井町[注釈 2]、同県御津郡建部町[注釈 3]、同郡加茂川町[注釈 4]
- 総延長 : 91.6 km（岡山県 77.9 km、岡山市 13.8 km）重用延長を含む。[2][注釈 5]
- 重用延長 : 28.7 km（岡山県 28.7 km、岡山市 0.0 km）[2][注釈 5]
- 未供用延長 : なし[2][注釈 5]
- 実延長 : 62.9 km（岡山県 49.1 km、岡山市 13.7 km）[2][注釈 5]
  - 現道 : 62.9 km（岡山県 49.1 km、岡山市 13.7 km）[2][注釈 5]
  - 旧道 : なし[2][注釈 5]
  - 新道 : なし[2][注釈 5]
- 指定区間：なし[3]

## 路線状況
起点から岡山県道27号岡山吉井線、および国道429号から終点は良く整備されているが、岡山県道27号岡山吉井線から国道429号の区間は畑ヶ鳴峠を中心に未整備で狭い箇所が多い。また高梁市に現在は立派な愛宕ループ橋が建設されているが、旧道は狭い山道すなわち酷道であった。
沿線自治体などにより期成同盟が作られ、兵庫県道・岡山県道90号赤穂佐伯線および岡山県道77号美星高山市線の一部を国道484号に編入させ、岡山県中部初の県土を東西に抜ける国道の実現を求めた運動が行われている。

### 通称
- 岡山中部縦貫道路

### 重複区間

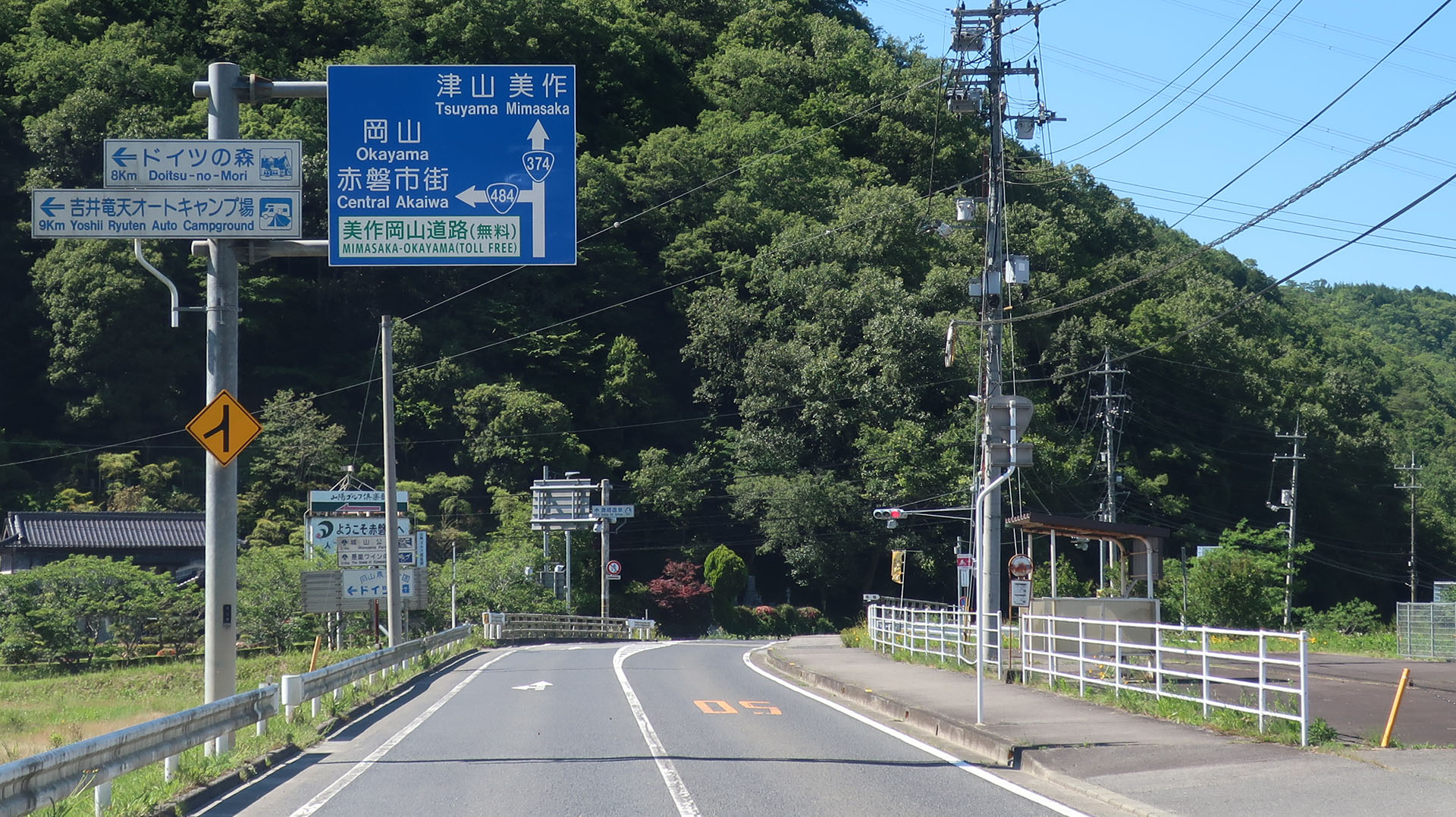
国道374号（重複区間）との分岐
岡山県赤磐市稲蒔

- 国道374号（備前市伊部・伊部東交差点（起点） - 赤磐市福田）
- 国道429号（加賀郡吉備中央町下加茂 - 加賀郡吉備中央町上加茂）

### 道路施設

#### 橋梁
- 原橋（初瀬川、和気郡和気町）
- 入田橋（初瀬川、和気郡和気町）
- 初瀬橋（初瀬川、和気郡和気町）

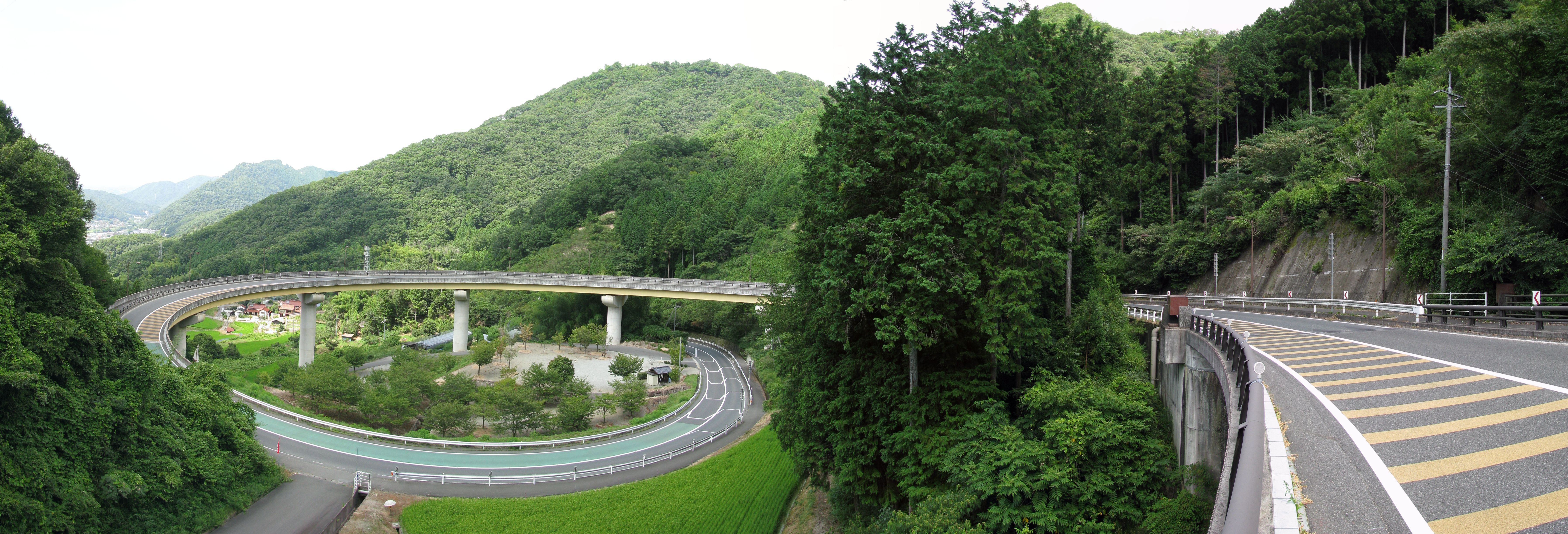
岡山県高梁市 愛宕ループ橋（2010年8月）

- 金剛大橋（山陽本線・岡山県道395号和気熊山線・金剛川、和気郡和気町）
- 鵜飼川橋（鵜飼川、和気郡和気町）
- 備作大橋（吉井川、和気郡和気町 - 赤磐市）
- 大宮橋（旭川、岡山市北区）
- 愛宕ループ橋（高梁市）

#### 道の駅
- かよう（加賀郡吉備中央町）

## 地理

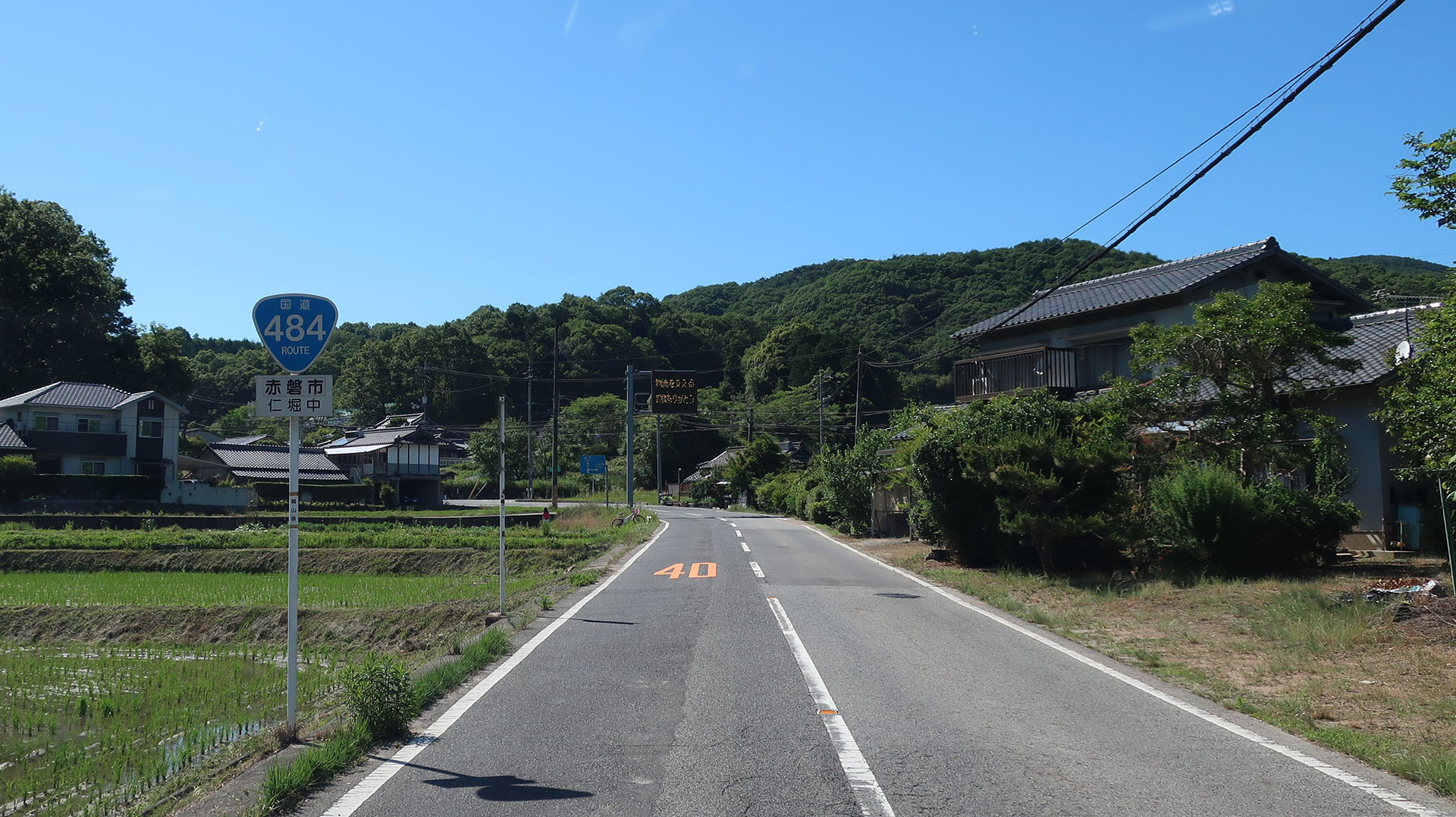
岡山県赤磐市仁堀中
（2020年6月撮影）

### 通過する自治体
- 岡山県
  - 備前市 - 和気郡和気町 - 赤磐市 - 岡山市北区 - 加賀郡吉備中央町 - 高梁市

### 交差する道路
| 交差する道路                                                                                        | 市町村名 | 市町村名   | 交差する場所         | 交差する場所           |
| --------------------------------------------------------------------------------------------------- | -------- | ---------- | -------------------- | ---------------------- |
| 国道2号 国道250号 国道374号 重複区間起点                                                            | 備前市   | 備前市     | 伊部                 | 伊部東交差点 / 起点    |
| 岡山県道703号備前柵原自転車道線 重複区間起点                                                        | 和気郡   | 和気町     | 清水                 |                        |
| 岡山県道703号備前柵原自転車道線 重複区間終点                                                        | 和気郡   | 和気町     | 清水                 |                        |
| E2 山陽自動車道                                                                                     | 和気郡   | 和気町     | 大中山               | 和気IC交差点 12 和気IC |
| 岡山県道703号備前柵原自転車道線 重複区間起点                                                        | 和気郡   | 和気町     | 衣笠                 |                        |
| 岡山県道703号備前柵原自転車道線 重複区間終点                                                        | 和気郡   | 和気町     | 衣笠                 | 衣笠交差点             |
| 岡山県道395号和気熊山線                                                                             | 和気郡   | 和気町     | 福富                 | [ 注釈 6 ]             |
| 岡山県道・兵庫県道96号岡山赤穂線 重複区間起点                                                       | 和気郡   | 和気町     | 和気                 |                        |
| 岡山県道・兵庫県道96号岡山赤穂線 重複区間終点                                                       | 和気郡   | 和気町     | 和気                 | 和気橋交差点           |
| 岡山県道414号福本和気線                                                                             | 和気郡   | 和気町     | 和気                 |                        |
| 岡山県道703号備前柵原自転車道線 重複区間起点                                                        | 和気郡   | 和気町     | 岩戸                 |                        |
| 岡山県道703号備前柵原自転車道線 重複区間終点                                                        | 和気郡   | 和気町     | 岩戸                 |                        |
| 岡山県道53号御津佐伯線                                                                              | 和気郡   | 和気町     | 矢田                 |                        |
| 岡山県道703号備前柵原自転車道線 重複区間起点                                                        | 和気郡   | 和気町     | 矢田                 |                        |
| 岡山県道703号備前柵原自転車道線 重複区間終点                                                        | 和気郡   | 和気町     | 矢田                 |                        |
| 岡山県道703号備前柵原自転車道線 重複区間起点                                                        | 和気郡   | 和気町     | 塩田                 |                        |
| 兵庫県道・岡山県道90号赤穂佐伯線 岡山県道703号備前柵原自転車道線 重複区間終点                       | 和気郡   | 和気町     | 塩田                 |                        |
| 岡山県道703号備前柵原自転車道線 重複区間起点                                                        | 和気郡   | 和気町     | 塩田                 |                        |
| 国道374号 重複区間終点 岡山県道703号備前柵原自転車道線 重複区間終点                                 | 赤磐市   | 赤磐市     | 福田                 |                        |
| 岡山県道27号岡山吉井線 / 美作岡山道路                                                               | 赤磐市   | 赤磐市     | 福田                 | 吉井IC                 |
| 岡山県道257号坂辺吉井線                                                                             | 赤磐市   | 赤磐市     | 光木（こうき）       | 光木交差点             |
| 岡山県道27号岡山吉井線 岡山県道52号勝央仁堀中線 重複区間起点 岡山県道255号仁堀中御津線 重複区間起点 | 赤磐市   | 赤磐市     | 仁堀中（にぼりなか） |                        |
| 岡山県道52号勝央仁堀中線 重複区間終点                                                               | 赤磐市   | 赤磐市     | 仁堀中               |                        |
| 岡山県道255号仁堀中御津線 重複区間終点                                                              | 赤磐市   | 赤磐市     | 仁堀西（にぼりにし） |                        |
| 岡山県道468号平岡小鎌線 岡山県営広域営農団地農道岡山中部台地地区 / 美作やまなみ街道                 | 赤磐市   | 赤磐市     | 小鎌（おがも）       |                        |
| 岡山県道467号上二ヶ小鎌線                                                                           | 赤磐市   | 赤磐市     | 小鎌                 |                        |
| 国道53号                                                                                            | 岡山市   | 北区       | 建部町大田           | 大田交差点             |
| 岡山県道71号建部大井線 重複区間起点 岡山県道453号宮地鹿瀬線                                         | 岡山市   | 北区       | 建部町宮地           |                        |
| 岡山県道71号建部大井線 重複区間起点                                                                 | 岡山市   | 北区       | 建部町品田           |                        |
| 岡山県道372号下土井下加茂線                                                                         | 加賀郡   | 吉備中央町 | 下加茂（しもがも）   |                        |
| 国道429号 重複区間起点 岡山県道31号高梁御津線 重複区間起点                                          | 加賀郡   | 吉備中央町 | 下加茂               |                        |
| 岡山県道31号高梁御津線 重複区間終点                                                                 | 加賀郡   | 吉備中央町 | 下加茂               |                        |
| 国道429号 重複区間終点                                                                              | 加賀郡   | 吉備中央町 | 上加茂（かみがも）   |                        |
| 岡山県道366号竹部加茂市場線                                                                         | 加賀郡   | 吉備中央町 | 竹部                 |                        |
| 岡山県道72号岡山賀陽線 岡山県道307号吉川槙谷線 重複区間起点                                         | 加賀郡   | 吉備中央町 | 吉川                 | 吉備高原十字橋交差点   |
| 岡山県道307号吉川槙谷線 重複区間終点                                                                | 加賀郡   | 吉備中央町 | 吉川                 |                        |
| 岡山県道57号総社賀陽線 重複区間起点                                                                 | 加賀郡   | 吉備中央町 | 湯山                 |                        |
| 岡山県道57号総社賀陽線 重複区間終点                                                                 | 加賀郡   | 吉備中央町 | 北                   |                        |
| 岡山県道305号黒土北線                                                                               | 加賀郡   | 吉備中央町 | 北                   |                        |
| E73 岡山自動車道                                                                                    | 加賀郡   | 吉備中央町 | 西                   | 2 賀陽IC               |
| 岡山県道78号長屋賀陽線                                                                              | 加賀郡   | 吉備中央町 | 西                   |                        |
| 国道180号 国道313号 重複                                                                            | 高梁市   | 高梁市     | 段町                 | 警察署北交差点 / 終点  |

### 交差する鉄道
- 山陽新幹線
- 山陽本線
- 津山線
- 伯備線

### 沿線
- 湯免温泉（赤磐市塩木）
- 岡山市立建部中学校（岡山市北区建部町建部上）
- 河平ダム（加賀郡吉備中央町下加茂）
- 吉備高原医療リハビリセンター・吉備高原職業リハビリセンター（加賀郡吉備中央町吉川）
- 楢井ダム（高梁市松山）
- 高梁警察署（高梁市段町）